# Phyllodromica carniolica
Phyllodromica carniolica är en kackerlacksart som först beskrevs av Willy Adolf Theodor Ramme 1913.  Phyllodromica carniolica ingår i släktet Phyllodromica och familjen småkackerlackor. Inga underarter finns listade i Catalogue of Life.